# Železniční stanice Javne ma'arav
Železniční stanice Javne ma'arav (hebrejsky תחנת הרכבת יבנה מערב‎, tachanat ha-rakevet Javne ma'arav, doslova železniční stanice Javne západ) je železniční stanice na železniční trati Tel Aviv – Bnej Darom v Izraeli.
Do provozu byla uvedena počátkem roku 2012. Šlo o prodloužení nové železniční trati vybíhající do jihozápadní části aglomerace Tel Avivu. První její úsek byl otevřen roku 2011. Stanice je situována u dálnice číslo 4, na západním okraji města Javne, poblíž křižovatky Javne.
Po kratší dobu šlo o koncovou stanici, již v roce 2013 ale došlo k protažení kolejového vedení k jihu a propojení na už existující železniční trať do měst Ašdod a Aškelon. Stanice Javne ma'arav prošla už v roce 2017 rekonstrukcí, která reagovala na její rostoucí využití. V roce 2013 tudy prošlo měsíčně cca 60 000 cestujících, v roce 2016 už číslo stouplo na 100 000.